# Sebevrah (rybník)
Sebevrah je rybník jihovýchodně od Českého Krumlova. Nachází se ve vzdálenosti 200 m od jihovýchodní hranice městské čtvrti Horní Brána v nadmořské výšce 600 m.

## Popis
Sebevrah jsou ve skutečnosti dva rybníky označované římskými číslicemi I a II. Jsou součástí tzv. Drahoslavické kaskády, jež má celkovou rozlohu 3,078 ha. Sebevrah I má plochu 0,96 ha.
Spolu s Hornobranským rybníkem je nádrž je součástí rybářského mimopstruhového revíru VLTAVA 26 B spadající pod MO Český Krumlov Jihočeského územního svazu Českého rybářského svazu. V nádrži je zákaz vnadění a lovu s krmítkem a čeřínkování, mezi chovanými rybami je například možné nalézt mj. candáta a štiku.
Kolem rybníka vede žlutá turistická trasa z Černic do Českého Krumlova.

## Další fotografie

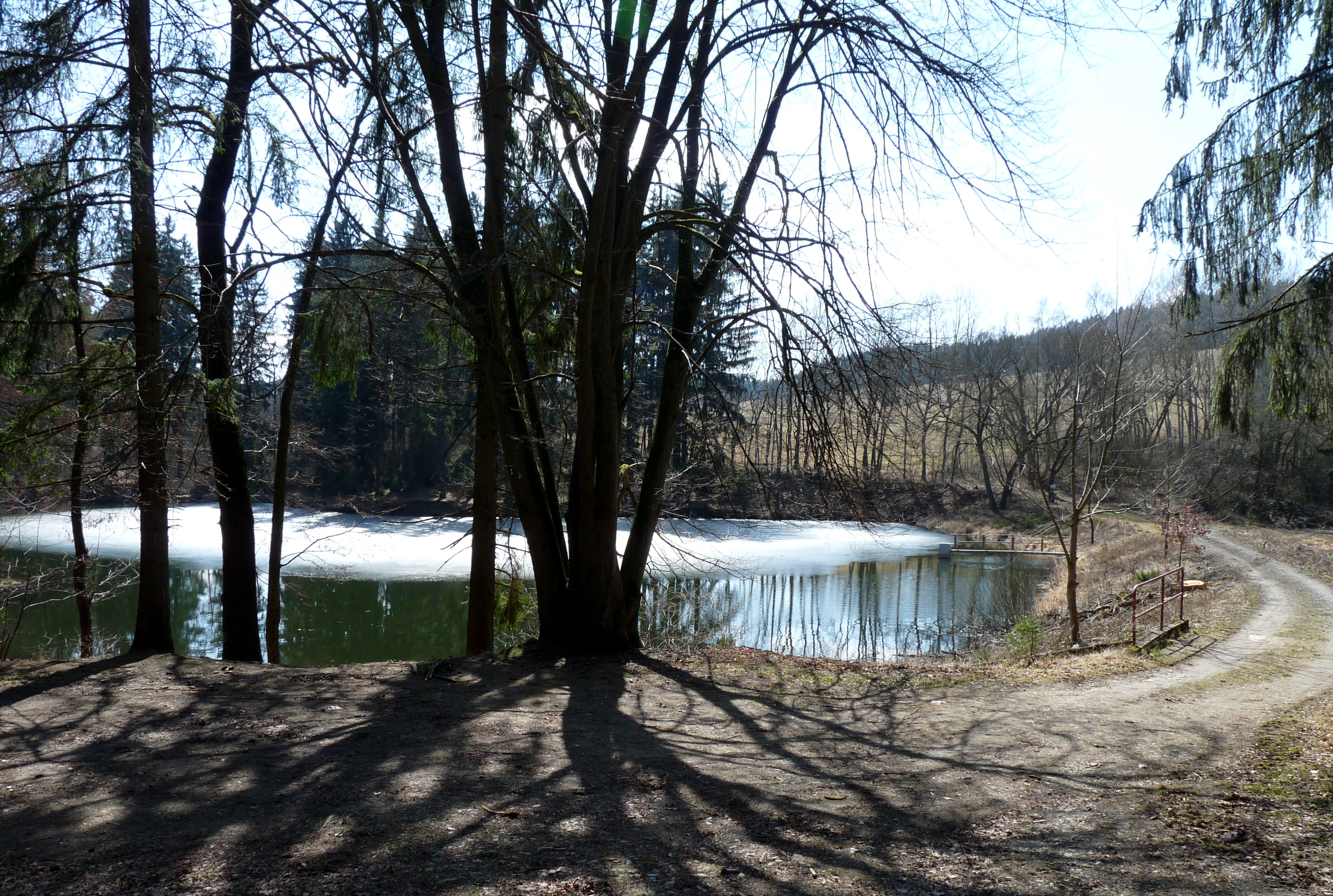
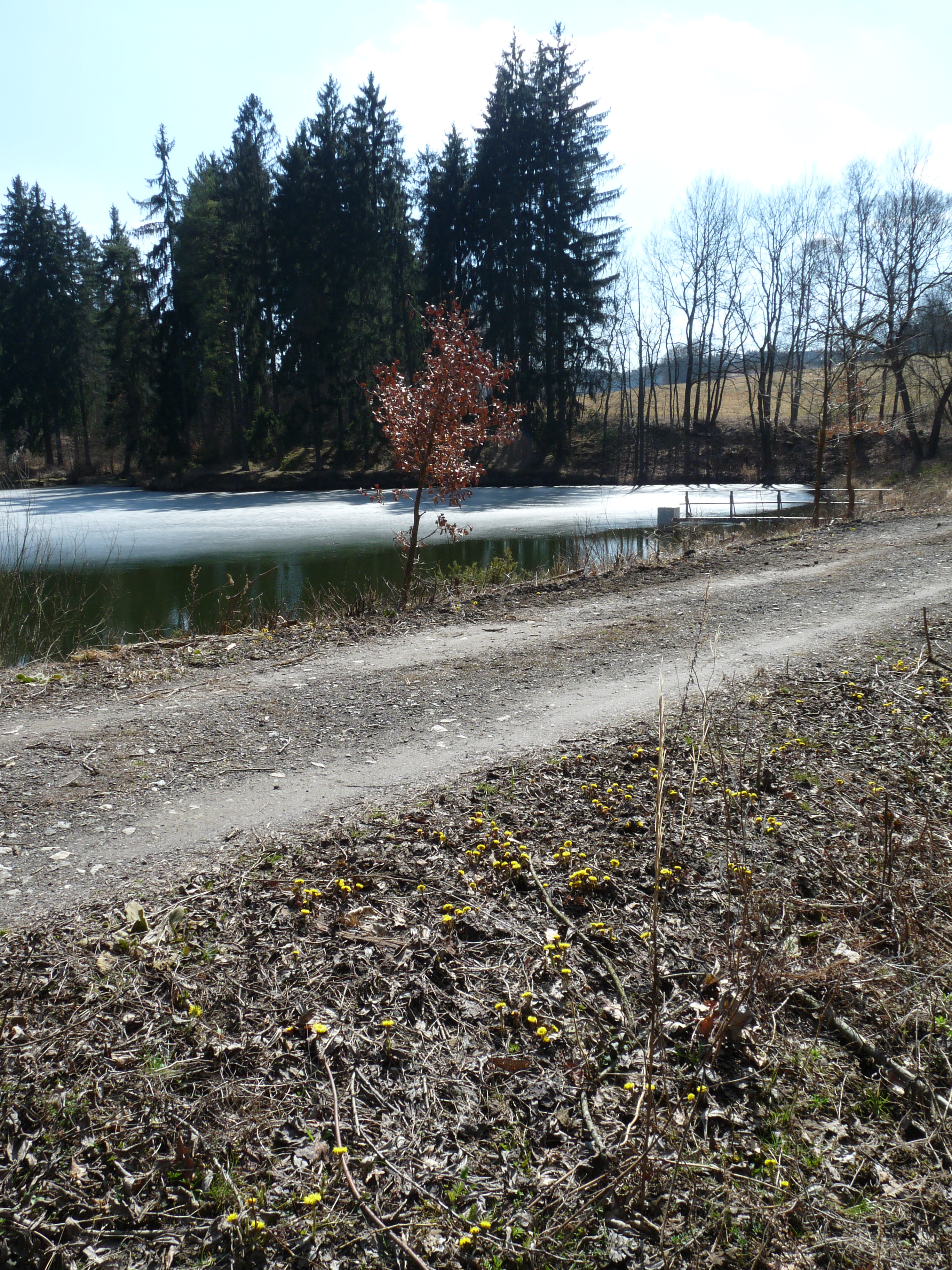